# Krasienin (gmina)
Krasienin – dawna gmina wiejska istniejąca w latach 1952–1954 w woj. lubelskim. Siedzibą gminy był Krasienin.
Gmina została utworzona w dniu 1 lipca 1952 roku w woj. lubelskim, w powiecie lubartowskim, z części gmin:
- Samoklęski – gromady Kawka, Krasienin, Krasienin Kolonia, Majdan Krasieniński, Osówka, Pryszczowa Góra, Wola Krasienińska i Wólka Krasienińska,
- Niemce – gromady Stoczek i Kolonia Stoczek,
- Kamionka – gromada Dąbrówka.

W dniu powołania gmina składała się z 11 gromad.
Gmina została zniesiona 29 września 1954 roku wraz z reformą wprowadzającą gromady w miejsce gmin. Jednostki nie przywrócono 1 stycznia 1973 roku po reaktywowaniu gmin.